# Напад на Перл Харбор
Напад на Перл Харбор се догодио у недељу 7. децембра 1941, нешто пре 08.00 часова ујутру, и представља изненадни напад јапанске ратне морнарице на базу ратне морнарице САД Перл Харбор на Хавајима. Напад је довео до војног укључења САД у ток Другог светског рата на страни Савезника.
Односи САД и Јапана су се почетком 1940-их увелико погоршали. Јапан је већ током тридесетих година 20. века почео да напада Кину без одобравања САД и европских колонијалних сила, а када су јапанске трупе заузеле Француску Индокину, Америка је одлучила да наметне Јапанцима ембарго на увоз горива. Јапану такође ни Холандија није смела да даје гориво које је било потребно Јапанцима за наставак рата у Кини и експанзију привреде. Рат је због тога био неизбежан, јер Јапанци нису желели да попусте пред захтевима Американаца да напусте читаву Кину.
Мало је познато да су заправо Американци испалили прве хице у Перл Харбору. После поноћи 7. децембра, Јапанци су ангажовали своје најновије и најубојитије оружје - биле су то мини подморнице које су испуштене са правих великих подморница јапанске царске флоте. Задатак тих подморница је био да уђу у саму луку и да са своја два торпеда која су носиле униште америчко бродовље. За управљање подморницама изабране су најбоље посаде, но подморнице су или потопљене или су се насукале, а амерички разарач је пре напада на Перл Харбор уништио једну од њих дубинским бомбама и својим топовима од 127 mm.
Јапанци су брижљиво припремили акцију напада ваздухопловства на америчку поморску базу Перл Харбор (на острву Оаху, делу Хавајских острва). Пилоти су се дуго припремали за тај напад учесталим вежбама док су јапански шпијуни обезбедили тачне податке о положају бродова. Непосредно пре напада Јапанци су послали и извиђачки авион који је јавио позиције америчких бродова и аеродрома. За напад у релативно плиткој води луке, Јапанци су модификовали своја торпеда дрвеним крилцима на крају торпеда тако да торпедо не удари у дно. Американци су знали да ће доћи до рата са Јапаном, али нису ни могли да замисле да ће Јапанци напасти њихову базу на Перл Харбору авионима са носача авиона. У Перл Харбору су Американци концентрисали већину својих бојних бродова мислећи да су ту сигурни и спремни за деловање када Јапанци нападну Филипине. Уједињено Краљевство још више је потцењивала снагу и способност јапанске морнарице и ваздухопловства па је у Хонгконг послала појачања која, када је рат избио, није могла да снабдева. Једино је СССР знао за потенцијалну снагу Јапана па је на Далеком истоку имао поприлично велике војне снаге које стога нису могле бити употребљене против Хитлера у Европи.
Јапанска флота приближавала се Хавајима у географским ширинама где пловидба није била уобичајена због снажних ветрова и високих таласа. Та рута је одабрана да Американци не би сазнали за приближавање снажног флотног састава чију је ударну снагу чинило шест великих носача авиона: Акаги, Хирју, Кага, Шокаку, Сорју и Зуикаку. Хавајима су се примакле и јапанске подморнице које су имале задатак да се пробију у луку и нападну бродове. Акцију је надгледао Исороку Јамамото један од најспособнијих адмирала Јапана.
Прво су мале подморнице покушале да се пробију у луку, но то им или није успело или су пак промашиле мете. Јапанско ваздухопловство је луку напало око 7 часова и 40 минута по локалном времену. Иако су Американци поседовали радар и њиме приметили долазак великих формација авиона никаква узбуна у бази није била подигнута све док Јапанци нису почели да засипају војне објекте (луку, аеродроме и хангаре) бомбама и торпедима. Изненађење је било потпуно, а Јапанци су у кратком року уништили и оштетили готово све америчке авионе на слетним стазама. Амерички бродови су били поређани у луци један уз други као у мирнодопским условима па су их јапански бомбардери и торпедни авиони један за другим потапали. У 8 часова и 50 минута уследио је и други напад који је завршио започето. Свеукупно је у борбама учествовало више од 300 јапанских авиона.
Јапанци су изгубили у акцији 29 авиона, 5 малих подморница, око 50 убијених пилота и подморничара и једног подморничара који је заробљен. Амерички губици износили су око 3.300 погинулих морнара, војника и пилота, док је више од 200 авиона уништено или оштећено. Готово сви бојни бродови у луци су били оштећени од којих Оклахома и Аризона и застарјели Јута више никада нису суделовали у борбама. Остали су поправљени и коришћени су у каснијим окршајима у Другом светском рату.
Последице напада су биле следеће: САД су објавиле рат Јапану (Јапанци су то већ формално учинили дипломатском нотом за време напада) и тако прекинуле године изолационизма. Јапанци нису уништили инфраструктуру луке нити потопили носаче авиона који су у тренутку напада били на отвореном мору, али америчка флота више није била у стању да заустави њихово заузимање Филипина, Хонгконга и југоисточне Азије. Касније су Американци успели да увере остатак света да је тај напад био ратни злочин што им је постао један од аргумената за бацање атомске бомбе на Хирошиму и Нагасаки. Ово може бити сматрано дискутабилним јер је Перл Харбор војна лука, а у самом нападу погинуло је тек 68 цивила. Град Хонолулу који се налази у близини уопште није био бомбардован.

## Позадина

### Предисторија
Године 1931. Јапанци окупирају Јужну Манџурију која је била у Кинеским рукама и ту настаје велики дипломатски инцидент. Јапанци нису могли да испослују да Манџурију одвоје од Кине те они 1933. напуштају Друштво Народа и проглашавају Независну Државу Манџука, довевши свет пред свршен чин. У ствари уз помоћ марионетске владе Јапанци остају да господаре том огромном територијом која ће још више оснажити Јапанску привреду.
Кина се никад није помирила са тим и на граници је увек била затегнута атмосфера. После неколико инцидената избија отворен сукоб 7. јула 1937. године који прераста у прави рат мада ни Кина ни Јапан никад нису објавиле рат једна другој. Рат ће трајати до капитулације Јапана 1945. године. До краја 1940. године Јапан окупира готово целу Кинеску обалу са доста великих градова у унутрашњости земље и оснива Кинеску марионетску владу у Нанкингу. После тога на ратишту је владало затишје све до 1945. године прекидано само локалним борбама од мањег значаја.
Кључни догађај десио се 13. децембра 1937. године када је Јапанска Армија освојила Нанкинг. Током шест следећих недеља десили су се стравични злочини над кинеским цивилима у граду и околини где је побијено преко 300.000 људи. Овај догађај је осталим великим силама скренуо пажњу на милитаризам Јапана. Све велике силе су уложиле протест јапанској влади и почеле да шаљу захтеве да се агресија Јапана заустави што пре. Јапанци са друге стране су још од краја Првог светског рата сматрали да их западне силе сматрају мање вредном нацијом. Нису им дозволили да узму ни један посед иако су активно учествовали у рату и каснијем нападу на Русију. Јапанска привреда била је директно зависна од САД и Холандије јер је од њих увозила гориво и остале сировине потребне за несметано функционисање индустрије. Умешавши се и у овај конфликт западне силе су тражиле да се сместа оконча рат са Кином. Међутим повлачење Јапана из Кине био би знак слабости а и менталитет Јапанаца није дозвољавао да се један рат тако изгуби.
Убрзо после избијања рата у Европи долази до капитулације Француске 1940. године. Септембра 1940. године Јапан присиљава нову марионетску владу Француске да му преда на управљање северну област Француске Индокине (данашњи Вијетнам, Лаос и Камбоџа) под изговором плана да одатле продру и подржавају операције у Кини. У јулу следеће године Јапан добија и базе у Јужном делу Француске Индокине. После овога Американци, Холанђани и Британци уводе санкције на извоз нафте и других важних сировина у Јапан и захтевају да се Јапан повуче из Кине уколико жели да се ембарго укине. Долази до дугих преговора око решења за конфликт у Кини где Американци упорно захтевају крај рата у Кини. Јапан у међувремену приступа Тројном Пакту са Немачком и Италијом и потписује петогодишњи пакт о ненападању са Совјетским Савезом чиме још више продубљује кризу са САД.
Видевши да се сви Јапански покушаји за споразумом одбијају у Вашингтону Јапанци почињу припреме за рат а паралелно и даље покушавају да се некако договоре са САД. 2. јула 1941. године Цар Хирохито одобрава да припреме за рат почну али и да се покуша још једна дипломатска иницијатива за мир. САД је желела да уђе у рат и реши проблеме у Азији али то није могла да уради јер је велика већина Американаца била против мешања у рат. Такође САД није хтео да испадне да они улазе у рат да би заштитили Комунистички Совјетски Савез јер би то било лоше за имиџ земље. Зато они настављају политику санкција и максималних захтева према Јапану желећи тиме да испровоцирају Јапан да он започне рат и тиме да пружи САД јак правни разлог за улазак у рат. Јапан оптерећен санкцијама имао је довољно нафте за око 18 месеци након чега би војска доживела колапс а они би морали да прихвате било какав предлог САД после тога. Када је и последњи покушај Јапана наишао на зид у Вашингтону Јапанци наређују војсци да је време за напад дошло а влада наставља преговоре са циљем да САД помисли како се Јапан још увек није одлучио за рат.
Дана 7. децембра 1941. године ће почети рат. Јапанци су смислили врло сложен план којим би у неколико фаза уништили савезничке ратне бродове, освојили Малају, Бурму, Филипине, Холандску Источну Индију (данашња Индонезија), Нову Гвинеју и сва острва у централном и Јужном Пацифику. Рачунали су да ће за спровођење тог плана бити довољно 5 месеци. У првој фази планирани су напади на Малају са Сингапуром, Хонгконг, Филипине и острва у централном Пацифику. Одмах по неутралисању главних база на тим локацијама кренула би друга фаза где би се заузела Бурма, Холандска Источна Индија, Нова Гвинеја и Соломонска острва. Трећа фаза би била напад на Индију и освајање јужног Пацифика.

### Јапанске војне операције пре Перл Харбора
Јапан је у току рата 1931—1932. године заузео Манџурију и од тада се тај североисточни део Кине почео називати животном линијом Јапана. Настављајући своју политику Јапан је од 1935. године систематски предузео оружане провокације према Монголској Народној Републици. То је почетком наредне године условило стварање у овом региону веома затегнуте ситуације, која је сваког тренутка претила да прерасте у ново ратно жариште. Напетост се пренела и на Совјетско-Јапанске односе јер је Москва била најближи сарадник Монголске Народне Републике, која је још 1921. године под вођством Сухе Батора извршила народну антифеудалну револуцију и наговестила своју даљу оријентацију на изградњи социјализма.
Споразум о сарадњи између влада Монголије и Совјетског Савеза, постигнут 1934. године прерастао је у уговор о узајамној помоћи које су две државе склопиле 12. марта 1936. године. СССР је тада преузео обавезу да брани територијални интегритет свог суседа у случају напада треће земље.
Јапан је наставио са освајањем кинеске територије како би се дочепао бољег стратешког положаја за будућу агресију против Совјетског Савеза.
Манџурију је освојила моћна јапанска групација названа Квантушка армија. Начелник штаба ове војне формације генерал Хидеки Тоџо, упутио је 9. јуна 1937. године Министарству војске у Токију предлог да се Кина што пре освоји, како би се благовремено могле обавити припреме за напад на Совјетски Савез. Јапанска авијација и моторизоване трупе изненада су напале 7. јула 1937. године кинеске јединице на прилазима Пекингу. Операција се одвијала муњевито, јер кинеске снаге нису биле у стању да се носе са модерно наоружаном јапанском војском. У току јула у јапанским рукама су се нашли градови, Пекинг, Тјенцин, Калган и други. У августу су се распламсале борбе за Шангај, који је пао у новембру 1937. године. Наредног месеца Јапанци су заузели Нанкинг, где су касније формирали марионетску кинеску владу.
Друштво народа је одбило да води расправу о јапанском нападу на Кину, већ је цело ово питање пренето у надлежност Међународне конференције која је одржана новембра 1937. године у Бриселу. Представници САД, Енглеске и Француске су тражили да се поштују “уговорена права” и привилегије њихових монопола, и никакве друге предлоге нису подносили. Додуше, они су захтевали од СССР да се својим оружаним снагама супротстави јапанском освајању у Кини, чиме су настојали да на најједноставнији начин изазову сукоб ове две моћне далекоисточне земље. Литвинов је одбио сваку комбинацију у овом правцу, захтевајући колективно супротстављање јапанској агресији у Кини, што Лондон, Париз и Вашингтон нису прихватили. И тако је конференција завршила рад усвајајући једино необавезујућу декларацију, којом су Токију остале одвезане руке за наставак експанзије у Кини.
СССР је ипак морао да се конфронтира с јапанском експанзијом. Он је 1938. године позајмио Кини 100 милиона долара, а наредне године још 150 милиона. Такође је постао главни снабдевач Кине оружјем и борбеном техником.
Јапанска Царска армија је добила наређење из Токија да “казни бољшевике због помоћи које пружају Кини”. У зору 29. јула 1938. године јапанске трупе су продрле на територију Совјетског Савеза, на подручје језера Хасан. Црвена армија је прешла у противнапад и почетком августа потпуно разбила нападаче. Непријатељства су прекинута уговором између две земље, потписаним 11. августа, којим се царска влада обавезала да неће више прибегавати оружаним акцијама.
Лондон је посебно почео да кокетира са Токијом када је закључио да Јапан још увек није способан на бојном пољу да се равноправно носи са Русима. Исто тако, Британци су желели да задрже своје позиције у Кини, па су са царском владом начинило погодбу о деоби сфера утицаја у овој земљи. У јулу 1939. године, британски амбасадор у Токију Роберт Крејги и јапански министар иностраних послова Хатиро Арита потписали су споразум по коме Британија признаје “специјалне интересе” Јапана у Кини и одобрава предузимање специјалних мера с његове стране у циљу “завођења реда” у најмногољуднијој земљи света. Крејги је изјавио да његова влада неће ометати Јапан у остварењу таквих мера.
Енглези су се преварили у рачуници. Јапан је убрзо заузео острво Хајнан и приближио се њиховим и француским поседима у Азији. Јачање јапанских позиција на Далеком истоку почело је озбиљно да забрињава америчку владу и да изазива затегнутост између ове две земље. Амерички конгрес одлучио је у лето 1939. године да и даље остане на снази закон о “неутралности”.
Влада САД је ипак одлучила да 1939. раскине трговински уговор са Јапаном, који је потписан још 1911. године, што је имало за циљ да се заплаши Јапан и да се натера да се обазривије понаша према америчким интересима. Међутим, прекид уговора ступио је на снагу тек за шест месеци од доношења одлуке, а за то време трговина између две земље се утростручила. Преко 70% америчког извоза представљали су материјали војног карактера.
У међувремену, Јапан се поново осилио и обновио старе планове за освајање совјетског Далеког истока и Сибира. Совјетски обавештајац Рихард Зорге, радећи као дописник неколико листова из Токија, послао је 15. априла и 24. јуна 1939. године тајне извештаје Москви, позивајући се на податке добијене од немачког амбасадора Ота. Из тих извештаја произилази да уколико Немачка и Италија отпочну рат против СССР, онда ће им се Јапан придружити у сваком тренутку, не постављајући никакве услове.
Да би опробали снагу и реаговање Совјетског Савеза, и створили мостобран за даље освајање Далеког истока, Јапанци су одлучили да нападну Монголску Народну Републику. Моћна групација Квантушке армије је 11. августа 1939. године продрла у долину реке Халхин Хол. Монголима су у помоћ прискочиле пешадијске, ваздухопловне, тенковске и коњичке јединице под командом Георгија Константиновича Жукова, који је тада имао чин генерал-пуковника. Совјетске трупе су потпуно разбиле нападаче, уништиле или заробиле главнину јапанске групације, а њене раштркане остатке протерале преко монголско-манџурске границе.
Овај жесток пораз заплашио је Јапан и навео га да се за дуже време одрекне непосредних освајачких планова против Совјетског Савеза и Монголије, односно да своју даљу експанзију окрене на југ и југоисток.

## Јапанске снаге пред инвазију
Према Јамамотовом плану прво је требало формирати Оперативни одред (од 6 носача авиона, са 450 авиона). Овај одред увежбаван је у заливу Танкан на острву Итурупу које се налази у саставу Курилских острва. Директна команда је поверена вицеадмиралу Ч. Нагуми. Заштитницу оперативе одреда сачињавали су: 2 бојна брода, 2 крстарице, 1 лака крстарица, 9 разарача и 25 подморница. Ове подморнице су имале задатак да контролишу прилазе хавајским острвима, да чувају носаче авиона, и нападају бојне бродове и носаче авиона. Такође су посебно организовани 7 танкера горива за снабдевање јапанских снага на маршу.

## Америчке снаге у Перл Харбору
У Перл Харбуру ја била стационирана америчка Пацифичка флота од априла месеца 1940. године. Поред скоро 100 поморских бродова, ту се налазило и осам бојних бродова, укључујући и разарач USS Arizona.

## Јапански планови

### Стратегија велике одлучне битке
Две морнарице су се припремале за поморски рат једна против друге још од двадесетих година. Због сопствених индустријских капацитета, комбинованих са рестрикцијом наметнутом Вашингтонским и Лондонским поморским споразумима, Јапанска морнарица је приликом упоређивања укупне јачине била у позицији сталне инфериорности. Сходно томе, јапански стратези су сматрали да ће се будући поморски рат на Пацифику одвијати по следећим фазама. У почетној фази конфликта, америчке базе на Пацифику биле би неутралисане, а Филипини би били заузети. Као одговор, америчка флота би се из база у централном Пацифику (Хаваји) пребазирала у западни део Пацифика како би се сукобили са јапанском флотом. Јапанци су сматрали да би се коначна битка одиграла у подручју острва Бонин. Као одговор, Јапанци су развили планове како би нанели што веће губитке америчкој флоти и обезбедили равноправни услови за учешће у одлучујућој бици. Битка би почела чим би америчка флота напустила базу на Хавајима. Битка би била започета дејством јапанских подморница. Након приближавања америчке флоте острвима која контролишу Јапанци, на сцену би ступила авијација.
По сусрету флота, битка би се започела дејством носача авиона који би се налазили у претходници јапанске флоте. Ови носачи би деловали у дивизионима (по два носача) и њихова мета би били амерички носачи авиона. Тиме би била уништена америчка ваздухопловна заштита. Пре него што би се саме флоте сукобиле, мешовите борбене групе би напале америчку флоту како би је онеспособиле за предстојећи артиљеријски дуел. Претпоставка је да би се ова борбена дејства извела ноћу. Празнине у америчкој заштитници би се отвориле јапанским брзим бојним бродовима и тешким крстарицама, а потом би тешке крстарице тешким торпедима и придруженим одредима разарача извеле масиван торпедни напад. Овим нападима би се уништила трећина америчке флоте, као и сама кохезија флоте.
Наредног дана, јапанска флота би се прикупила како би задали последњи ударац. Јапански бојни бродови су грађени тако да имају што већу ватрену моћ и аутономију, вероватно је да ће ове две предности бити од великог значаја у наношењу пораза Американцима.
Овом стратегијом се јапанска царска морнарица припремала за рат, обучавајући се и опремајући се у том смеру. Није никада испробана у флотним вежбама, али је била Свети грал јапанских стратега. Сама одлучујућа битка је заменила потребу за планирањем стварне операције против модерног противника.

### Јамамото Исороку ступа на сцену
Јапанска поморска стратегија је започела да се мења августа 1939. када је на чело Комбиноване флоте дошао Јамамото. Преокренуо је наглавачке целу јапанску поморску догму и постао главни заговорник напада на Перл Харбор. Јамамото је био националиста, одрастао у самурајској породици. Подржавао је становиште да Јапан треба да успостави хегемонију у Азији, а 1941. је подржавао ратну опцију, којом би се осигурала егзистенција царевине. Стога је подржавао предложени напад којим би се освојила подручја са ресурсима на југоистоку. Његова дилема је, као и код већине јапанских стратега, била да ће почетак рата са Британијом и Холандијом довести и до рата са САД. Ова фатална претпоставка, која је вероватно била погрешна, натерала је Јамамотоа да упосли своје менталне капацитете на проналажењу начина којим би се обрачунао са САД на самом почетку рата. Сам Јамамото је једно време живео у САД, штавише школовао се на Харварду. То је допринело да разуме војне и технолошке предности које су уживале САД, као и да сагледа огромне индустријске капацитете те земље. Међутим, није разумео степен тешкоћа са којим су се сусретале САД уколико би мобилисале нацију за рат, поготову ако нису угрожени амерички национални интереси.
Након преузимања команде над Комбинованом флотом, Јамамото са Адмиралитетом прећутно помера позицију за велику одлучујућу битку источно од острва Бонин, ка Маршаловим острвима. Док се то дешавало, Американци су вршили пребазирање Пацифичке флоте са западне обале за Перл Харбор. Овај потез је требало да одврати Јапанце од будућих напада. За Јамамотоа, ово је била јасна претња, али и прилика.
Постоји дуга традиција разматрања ваздушног напада на Перл Харбор, како америчких тако и јапанских стратега. Још 1927. је јапански поморски колеџ проигравао ратне игре које су обухватале напад на Перл Харбор са два носача авиона. Практична демонстрација прикладности носача авиона за такав напад је извршена 1929. године када су два америчка носача авиона извела изненадни напад на Панамски канал. Јапански поморски колеџ је 1936. године поново истраживао могућности, а 1938. је америчка флота проиграла напад са носача авиона на Перл Харбор.

### Почетно планирање (идеја је рођена)
Главни покретач идеје о нападу на Перл Харбор био је сам Јамамото. Према његовом начелнику штаба, вице адмиралу Шигеру Фукудомеу, Јамамото је први пут поменуо план за напад на Перл Харбор марта или априла 1940. Идеја је поново избила на видело у касну јесен 1940, када је Јамамото након завршетка годишње вежбе Комбиноване флоте саопштио Фукудомеу да жели да има студију контра адмирала Такиђиро Онишија о нападу на Перл Харбор.
Једно је јасно, а то је да Јамамото није кренуо да размишља о нападу након британског напада на Таранто 12. новембра 1941. Овај напад је из строја избацио три бојна брода. Јамамото је ипак планирао напад који би нанео много веће губитке непријатељу.
Са визијом напада у глави, Јамамото је наставио да истражује како би се такав напад могао извести. У писму од 7. јануара 1941, Јамамото наређује контра адмиралу Такиђиру Онишију да проучи предлог за операцију. Након овог писма је дошло до састанка између њих двојице, где је Јамамото појаснио своју визију. Ониши је био начелник штаба 11. ваздухопловне флоте која је базирала на копну, али је био и запажени тактичар и планер.
Током фебруара, Ониши је у планирање укључио и капетана корвете Генда Минору. Показао му је Јамамотово писмо; његова прва реакција је била да је операција тешка али није немогућа. Сложио се са Онишијем да је тајност најбитнији чиниоц планирања операције и да би, као гаранција успеха, у операцију требало укључити све носаче авиона. Ониши је овластио Гендоа да предложи план за седам до десет дана. У свом извештају, Генда је презентовао оно што је сматрао кључним чиниоцима за постизање успеха операције. Навешћемо чиниоце које је Генда изложио, јер је коначним планом усвојено доста од његових предлога:
1. Изненађење је предуслов;
2. Главни циљ напада су носачи пацифичке флоте;
3. Потребно је уништити америчке авионе са острва Оаху;
4. У операцију треба укључити сваки јапански носач авиона са довољним радијусом пловљења;
5. Напад не треба извршити само торпедним бомбардерима, већ и обрушавајућим и линијским бомбардерима;
6. Потребна је јака ловачка заштита;
7. Напад треба извести рано ујутру;
8. Неопходно је допуњавање горивом;
9. Сво планирање треба обавити у највећој тајности.[тражи се извор]

Ониши је 10. марта предао разрађен нацрт плана Јамамотоу. Ониши ће касније постати противник напада на Перл Харбор.
Месец дана касније, 10. априла 1941, јапанска морнарица је начинила револуционарни корак и комбиновањем 1. и 2. дивизиона носача авиона формирала 1. ваздухопловну флоту. У састав ове јединице су ушли и ескортни бродови. Овај корак је једно време био предмет дебате у морнаричким круговима, али је Јамамото пресудио да је право време за такав корак. Уобичајено је било гледиште да су носачи врло рањиви на напад из ваздуха. Уколико буду откривени, њихово уништење је сматрано врло вероватним; уколико су сви носачи у једној формацији, сва ваздушна моћ јапанске морнарице ће бити ризикована. Ранија доктрина употребе јапанске морнарице је налагала да носачи авиона делују по дивизионима, смањујући ризик симултаног откривања и уништења. Цена ове дисперзије, међутим, била је немогућност концентрације ваздухопловне моћи. Поборници концентрисања снага указивали су на то да концентрисање неколико носача у једну целину не повећава њихову рањивост, већ повећава њихову одбрану концентрисањем и више ескортних бродова и ловачких авиона који се ангажују у одбрани састава. Највећа предност је била способност да се повећа снага удара самих носача. То је био важан корак јер без 1. ваздухопловне флоте операција у Хавајима не би била могућа. То ће постати и главна тачка у планирању напада.
Упоредо са планирањем операције, Јамамото је предузимао кораке како би Адмиралитету „продао“ концепт операције. Процес преговора је започет крајем априла. Јамамото је ексцентричном али брилијантном капетану бојног брода Курошима Каметоу поверио задатак убеђивања скептичног Адмиралштаба. Први састанак није прошао добро. Курошима је изложио Јамамотове основе за такав план, који се састојао у томе да јапанска флота прва нанесе удар како би узела иницијативу, а самим тим би Јапан добио шест месеци времена да доврши освајање подручја на југу. По Јамамотоу, напад би био тако разарајући да ће поред бродова бити уништен и морал америчких снага. Адмиралитет није био импресиониран, сматрајући план врло рискантним. Они су били усмерени на извршење операција на југу и веровали су да су носачи 1. ваздухопловне флоте тамо били потребнији како би се брже постигли успеси. Међутим, 10. априла, адмирал Нагано Осами преузима Адмиралштаб. Крајем истог месеца, у планирање је укључен и штаб 1. ваздухопловне флоте. Први који је званично упознат са опеацијом је био начелник штаба контра адмирал Кусака Рјуносуке. Када је Кусака у кратким цртама представио план свом команданту вицеадмиралу Ћуићи Нагумоу, његове прве мисли су биле како ће се организовати допуњавање горивом и прикривени прилазак Перл Харбору. Највише сумњи су изразили они адмирали који су били задужени да га спроведу у дело, што је и нормално. Један од оних који није имао никаквих сумњи у план био је капетан корвете Генда, који је сада био постављен на дужност штабног официра за питање авијације. На њега је пао терет даљег планирања операције.

### Комбинована флота против Адмиралитета
Кампања убеђивања Адмиралитета настављена је 7. августа када се Курошима вратио у Токију како би изнео Јамамотову замисао. Захтевао је да се годишње ратне игре одрже у септембру како би Комбинованој флоти остало времена да примени научене лекције, те да обухвате реално испитивање плана за напад на Перл Харбор. Са увођењем недавног америчког трговинског ембарга и потребама да се одговори, Адмиралитет је Јамамотовом плану дао другачији изглед; прихватили су да убаце Хаваје у годишње ратне игре, али нису прихватили Јамамотов план као мање ризичан. Поново су истакли Курошими да успех плана превише зависи од комбинације постизања изненађења, развоја технике допуњавања горивом, те адекватне обуке и искуства посада авиона у бомбардовању. Адмиралитет је био убеђен да ће велика поморска битка у подручју маршалских острва бити решена у корист Јапанаца, чинећи ризичан напад на Перл Харбор непотребним. Курошима је признао да је план авантуристички, али је и даље заступао Јамамотове ставове. План је преживео контакт са Адмиралитетом, јер официри адмиралитета нису однели план на увид Нагану како би добили његов вето.
Почетком септембра, штаб 1. ваздухопловне флоте добија наређење од Кусаке да направи план за напад на Перл Харбор. Генда је учињен одговорним за овај задатак, али је Кусака на себе преузео решавање проблема допуњавања горивом. Генда је пажљиво размотрио питање правца прилаза јапанске флоте Перл Харбору. Иако су јужна и централна рута биле мање захтевне по питању снабдевања горивом, Генда је предложио – а Кусака прихватио северни правац прилаза. Упркос лошем времену које је додатно отежавало допуњавање горивом, и већој даљини која је захтевала обавезну допуну горивом, овај правац је пружао највеће шансе за постизање преко потребног изненађења. Нагумо се морао уверити у то, јер је фаворизовао јужни правац приласка и самим тим већ тврдио да је немогуће постићи изненађење.
Годишње ратне игре почеле су 11. септембра на Царском поморском ратном колеџу у Токију. Прва фаза вежбе трајала је до 16. септембра и била је усмерена на увежбавање операција у јужном региону. Јамамото је 16. септембра одабрао групу официра и са њима кренуо у проучавање операције на Хавајима. Представници Адмиралштаба и Нагумо са својим штабом су позвани од стране Јамамотоа, како би их уверио да је операција изводљива. Проучавање је било усмерено на две тачке: да ли је операција технички изводљива и какви су изгледи за постизање изненађења? Дебата се прво повела око најбоље руте за носаче до острва Оаху. Северну руту, коју је предлагао Генда, подржао је највећи број дискутаната, тако да је Нагумо морао да се повинује. Друга дискусија је била усмерена на то да ли треба употребити извиђачку авијацију. Генда је однео победу, тврдећи да би уколико се нешто деси са тим авионом могло доћи до губитка изненађења.
Проигравање ситуација је довело до закључака да је прилазну руту потребно померити даље на север. Ипак, оно што је најважније, дошло се до закључка да је могуће извести напад. Ратне игре нису дале одговор на решавање проблема допуњавања горивом, као ни то колико је носача авиона потребно ангажовати за напад.
Ипак, вежба није променила мишљење Адмиралштаба. Од Нагана па на ниже, мишљење о операцији је остало исто: операција је превише ризична. На конференцији одржаној 24. септембра Кусака је био против напада, док је исти напад Генда здушно подржавао. Курошима се залагао за план свог шефа, а Јамамото је, када је сазнао за исход конференције, просто побеснео.
Настављајући планирање операције, пилоти 1. ваздухопловне флоте су се бавили решавањем проблема повезаним са употребом торпедног напада у плитким водама Перл Харбора и коришћењем бомбардовања из хоризонталног лета као корисне тактике. Гориво је било последњи проблем који је решен. Свега седам бродова (носачи Кага, Шокаку и Зуикаку, заједно са два бојна брода из пратње и две тешке крстарице класе Тоне) је имало аутономију да може пловити од Курила до Перл харбура без допуњавања горивом. Кусака је организовао да три носача мање аутономије понесу допунско гориво у бачвама, и развио је и усавршио систем који омогућава допуњавање горивом током вожње. Осам танкера је одређено као подршка операције, од којих ће у каснијој операцији учествовати њих седам. У новембру су изведене три вежбе допуњавања горивом. 
Када се упознао са свим техничким аспектима плана, Јамамотоу је остало да убеди штабове у исправност своје замисли, како штаб Комбиноване флоте, тако и Адмиралштаб. На командном броду Комбиноване флоте, бојном броду Нагато, су 13. октобра одржане ратне игре. Јамамото је желео да редефинише све аспекте операције на Хавајима и да је синхронизује са операцијом на југу. Коришћена су свега три носача која су имали довољан радијус пловљења да изврше задатак без допуне горивом: Кага, Зуикаку и Шокаку. Носачи Акаги, Сорју и Хирју су били намењени за операције на југу. По први пут су у планирању операције уврштене флота и џепне подморнице. Следећег дана је дата реч свим позваним адмиралима. Сви сем једног су се изјаснили да је операција превише рискантна. Када су завршили са дискусијом, обратио им се Јамамото, који је рекао да док је год он командант, Перл Харбор ће бити нападнут. Време за препирке између адмирала Комбиноване флоте је тиме истекло.
Јамамотоу је остало да ућутка сумње у Адмиралштабу. Кусака и Нагумо су сарађивали. Кусака 17. октобра одлази за Токио како би изнео чињеницу да је за операцију потребно ангажовање свих шест носача авиона. Поново је одбијен. Када је ова вест допрла до Јамамотоа, одлучио је да изнесе проблем на виши ниво. Послао је Курошиму да добије појашњење Адмиралштаба у вези операције и да потегне питање расподеле носача авиона за операције. Дато му је и тајно оружје за добијање расправе у своју корист. Поново је, као и у јулу, изнео своје аргументе за напад. Као и раније, Адмиралштаб је изнео своје разлоге против. Сада је Курошима потегао кеца из рукава и саопштио им да, уколико одбију план напада на Перл Харбор, да ће Јамамото и цео штаб Комбиноване флоте поднети оставку. Ова претња је одмах преокренула мишљење Адмиралштаба. Идеја о одласку у рат без Јамамотоа на челу Комбиноване флоте је била неприхватљива. Тако је Јамамото победио сопствени Адмиралштаб и добио свих шест носача авиона.
Нагумо је 3. новембра свом штабу изложио план за напад на Перл Харбор. Наредна два дана су вршене припреме. Симулирано је пресретање јапанских авиона од стране америчких ловаца на око 80 mi (130 km) северно од циља. Резултати ових припрема су били разочаравајући, а остао је присутан и проблем предубоког зарањања торпеда.
У међувремену, одређено је време за извршење напада. Одређивање датума је било вођено жељом да се нападне у недељу, када се очекивало да је приправност Американаца на најнижем нивоу. Обавештајни подаци су указивали да ће недељом у луци бити највећи број бродова. Напад је требало извршити почетком децембра, дајући копненој војсци довољно времена да заврши освајања у југоисточној Азији пре почетка сезоне монсуна.

## Јапанске припреме

### Програм обуке
Капетан корвете Фушида Мицуо 25. августа бива задужен за програм обуке у 1. ваздухопловној флоти. Резултати су били готово тренутни, тако да су Фушида и Генда заједнички почели да решавају проблеме који су се постављали пред извршење успешног напада.
Један од најузнемирајућих проблема био је употреба торпеда у плитким водама Перл Харбора. Генда је ставио пилоте торпедних авиона на интензиван програм увежбавања торпедних напада, под убеђењем да је ово најзахтевнија техника за увежбавање. Позиција близу Кагошиме на острву Кјушу је изабрана за место увежбавања јер је била врло слична Перл Харбору.
У октобру је извршен избор најискуснијих пилота који су летели на јуришнику Тип 97, и послати су на обуку за торпедне бомбардере; остатак ће бити обучаван за бомбардовање из праволинијског лета. Фушида је одлучио да торпедни бомбардери нападну у једној линији, јер је то било прикладније рељефу Перл Харбора. Интензивна обука је резултирала високим процентом пилота који су усавршили летење на малим висинама изнад копна и прецизним отпуштањем торпеда.
Од изузетне важности је било укључивање торпеда у план за напад, јер је њихова моћ била далеко већа од моћи авио бомби. Воде Перл Харбора су биле дубоке неких 12 m. Торпедо одбачено из ваздуха би заронило много дубље пре него што би заузело задату му дубину за напад. Јапанци су се трудили да обезбеде да им торпеда не зарањају више од 10 m. То су учинили модификовањем торпеда Типа 91 сетом дрвених продужетака крилаца на вертикалним и хоризонталним кормилима. Дрвена крилца су стабилизовала торпедо након одбацивања и ломила се по урањању у воду. Међутим, у време новембарских проби, торпеда су још увек зарањала предубоко. Скоро очајни, Генда и Шигехару (експерт за торпеда) су затражили да се торпеда избацују са висине од 20 м, а при брзини од 185 km/h. Чинило се да у тој тактици лежи решење проблема. Од 11. до 13. новембра су спроведени тестови, са учинком од 83%. То је било велико достигнуће, јер је успех торпедних бомбардера био одлучујући за успех целе операције.
Производња модификованих торпеда је морала да се убрза како би се испоштовали рокови за извршење напада. До краја новембра, у поморском арсеналу у Нагасакију је произведено 120 торпеда. Првих 50 торпеда је средином новембра предато носачима авиона Акаги, Сорју и Хирју. Следећа серија од 50 торпеда је укрцана на носач Кага, али су у залив Хитокапу стигли тек 24. новембра, два дана пре испловљења флоте.
Следећи изазов се односио на повећање прецизности бомбардовања из хоризонталног лета. То је био кључни састојак за успех јер су Јапанци били свесни да је типична шема везивања бродова у Америчкој морнарици била везивање у паровима. То је значило да се само спољашњи брод у везу може уништити торпедом. Унутрашњи се морао уништавати авио бомбама. Бомбе испоручене јапанској морнарици су биле релативно мале масе, неких 250 kg и нису могле пробити палубу тешко оклопљених бродова. Решење је лежало у употреби бомбардера који су могли понети много веће бомбе.
Бомбардовање из хоризонталног лета било је мање прецизно од бомбардовања из обрушавања. Јапанци су априла 1941. имали прецизност у оваквом начину бомбардовања од свега 10%. Резултати су били толико лоши да је Генда размишљао да одустане од таквог начина бомбардовања. Командир бомбардерске ескадриле са Акагија је априла месеца увео нову технику која је била развијена око 9 бомбардера који су испуштали бомбе у истом тренутку. Овакво одбацивање бомби је вршено на сигнал вође групе, где су пилот и нишанџија тесно сарађивали како би повећали прецизност. Са овим унапређењима, постигнуто је да 3 - 5 од девет избачених бомби погоде циљ.
Јапанци су израчунали да им је за пробијање палубе бојног брода потребна бомба масе 800 kg, те да се она мора избацити са висине од 3.000 до 3.500 m. Да би се брзо израдила таква бомба, употребљена су застарела артиљеријска зрна калибра 406 mm са бојног брода Нагато. Та зрна су модификована и конвертована у бомбе довољне масе и пробојне моћи. Бомба је добила ознаку Type 99 Model 80-3. Била је тешка 796,9 kg, бојева глава је била тешка 22,8 kg. До средине септембра произведено је свега 150 бомби овог типа.
Генда и Фушида су током трајања програма обуке одлучили да се бомбардовање из хоризонталног лета врши са висине од 3000 m јер је то била минимална висина захтевана за пробијање палубе бојних бродова, а и довољно ниско да би се очекивала већа прецизност. Овај став је доказан у нападу као исправан. Генда и Фушида су такође одлучили и да се напада у групама по пет, уместо ранијих девет авиона.
Обрушавајући бомбардери су били наоружавани бомбама масе 250 kg које су биле израђиване у две верзије: високо експлозивне и панцирно пробојне. Ове бомбе су биле довољне за уништавање лако оклопљених носача авиона и крстарица. Оно што је обрушавајућим бомбардерима недостајало, била је прецизност. У другој половини 1941, прецизност обрушавајућих бомбардера се кретала од 50 до 60%. Да би се постигла жељена прецизност, посаде је обучавао експерт за бомбардовање из обрушавања, поручник бојног брода Егуса Такашиге. Такашиге је предложио да се тачка отпуштања бомби помери са 600 на 450 m.
Генда је потакао и ловачке јединице да подигну своје вештине на виши ниво. Под командом поручника бојног брода Итаја Шигеру са Акагија, увежбавали су основне борбене вештине. Критична вештина која је морала да се увежба била је навигација на већим даљинама лета. Раније, јапанска морнарица није слала авионе на удаљености веће од 100 mi (160 km) од носача авиона – матице. Ипак, да би се напао Перл Харбор, то растојање је било дупло веће. Са додатком два носача из 5. дивизиона носача авиона, Јапанци су имали значајне проблеме у обезбеђењу довољног броја квалитетних пилота. Стога су морали да мање носаче из састава 3. и 4. дивизиона носача авиона ослободе ловачких авиона, а пилоте за њих узму након обуке. Ове мере су допринеле да у новембру Јапанци имају спремне ловачке авионе и пилоте.

### Ангажовање јапанске ваздухопловне групе
Децембра 1941, Јапанци су достигли висок ниво брзине и координације у коришћењу ваздухопловних група 1. ударне групе носача авиона. Ваздухопловне групе свих шест носача авиона су биле идентично организоване, иако је број авиона варирао према класи носача. Свака ваздухопловна група је била интегрални део бродске посаде и састојала се од три ескадриле: ловачка ескадрила наоружана чувеним авионима A6M Type 0, ескадрилу бомбардера наоружану релативно спорим али смртоносним обрушавајућим бомбардерима D3A1 Type 99 и ескадрилом јуришника. Ова трећа ескадриле је била наоружана авионима B5N Type 97, а који су могли да се користе као торпедни бомбардери или хоризонтални бомбардери. Свака ескадрила је имала одељења са по девет авиона. Ловачка ескадрила је имала 18 авиона, док су ескадриле бомбардера и јуришника имале 2 или три одељења, што је укупно бројало 18 или 27 авиона. Додатно томе, сваки брод је носио одређени број резервних авиона (обично по три комада сваког типа). Децембра 1941, ваздухопловне групе 1. ударне групе носача авиона су биле у пуној снази. Подаци из различитих извора варирају, али се може рећи да су Јапанци укрцали најмање 411 авиона за операцију. Тиме је 1. ударна група носача авиона била најснажнија ваздушно-поморска снага на планети.
Јапанци су организовале ваздухопловне групе на овакав начин да би смањили време лансирања авиона. Обично је половина ловачких авиона са носача била ангажована на пратњи групе у нападу, док је друга половина остајала ради заштите самог носача. Јапански носачи нису деловали самостално, већ у дивизионима састава два носача авиона. Када би слали напад, оба брода истог дивизиона би лансирала једну од својих ескадрила јуришника, са ловачком пратњом, с тим да се цео талас налазио на палуби. Тако се приступало брзом лансирању. Након што је прва ударна група лансирана, авиони из друге ескадриле јуришника би била подигнута на палубу и лансирана. То је био метод изабран за напад на Перл Харбор. Планирана су два таласа. Сваки од шест носача авиона је лансирао скоро половину својих ловаца у првом таласу како би пратили једну од ескадрила јуришника. Други талас је организован у сличном маниру, али коришћењем друге ескадриле јуришника.
Као приоритетни циљеви су наведени „аеродроми, носачи авиона, бојни бродови, крстарице и остали ратни бродови, теретни бродови, лучка постројења и инсталације“. Нагумо и штаб су операционализовали наређење тако што су свакој ескадрили одредили циљеве. Тако је нпр. елитна ескадрила јуришника из 1. и 2. дивизиона носача авиона била одређена за напад на бродове везане око острва Форд. Неискусни пилоти из 5. дивизиона носача авиона нису били одређени за напад на бродове, већ је уместо тога требало да нападну базе на острву Форд, аеродром Хикам Филд итд.
Време напада је током каснијег планирања операције промењено. Како би релативно неискусне пилоте 5. дивизиона носача авиона правилно употребили, Јапанци су време напада померили са свитања на 08.00 часова. То је захтевало да се авиони лансирају у 0600 часова, што је било довољно да постигну изненађење.

### Детаљни план напада
Нагумо је још 2. октобра позвао кључне официре 1. ваздухопловне флоте како би са њима поделио тајну о нападу на Перл Харбор. Након што је Нагумо изнео вести, Генда је до детаља објаснио план. Од тада, у циљу завршетка обуке у кратком преосталом времену, свака ваздухопловна јединица је морала да се усмери на њен специфичан задатак. Највећи део пилота је са ентузијазмом подржао овај смео план.
Први талас авиона би полетео у 0600 часова, са позиције 230 mi (370 km) северно од о. Оаху. У том таласу би се налазило 189 авиона. Напад би почео у 08.00 часова по Хавајском времену, како би Американци били неспремни за одговор. Кључ првог таласа и читаве операције је лежао у 40 торпедних бомбардера под командом Мурате и 50 бомбардера под командом Фушиде. Ови авиони су за циљ имали бојне бродове и носаче авиона око острва Форд. Обрушавајући бомбардери под командом Такахашија, њих 54, ће напасти инсталације на острву и покушати да онеспособи америчку авијацију на копну. Требало је да ловачки авиони држе превласт у ваздуху и потом нападну различите инсталације на острву.
За први талас развијене су две варијанте. Прва је претпостављала изненађење. У том случају, рањиви торпедни бомбардери би се провукли први како би искористили сву предност постигнутог изненађења, док би остали јуришни авиони кружили северно од луке. Уколико се изненађење не постигне, тада би обрушавајући бомбардери ударили први, праћени бомбардовањем из хоризонталног лета. Торпедни бомбардери би по овој варијанти улетели на бојиште последњи, користећи насталу конфузију и хаос.
Фушида је упутио сваког командира група да пажљиво процене ситуацију пре него што отпусте бомбе. Бомбардовање из хоризонталног лета је зависило од смера ветра тако да су добили упутства да прођу колико год је потребно пута преко циља пре него се стекну прави услови за напад. Такође су добили упутства да концентришу своје бомбе како би обезбедили сигурно уништење циљева. Њихови примарни циљеви су били бојни бродови, везани у паровима.
Торпедни бомбардери, њих 40, је требало да нападне у две групе, истовремено. Мурата би водио главно одељење од 24 авиона, које ће летети до тачке јужно од уласка у луку, а потом заокренути ка северу преко Хикам Филда и напасти ред бојних бродова на везу. Преосталих 16 авиона би напало са запада и северозапада. Њихове мете су лежале на везу острва Форд. Јапанци су страховали да су Американци поставили противторпедне мреже око бојних бродова, које су могле да осујете напад. Ипак, Генда и Фушида су били спремни и за ту варијанту. Схватајући важност уништења такве одбране, Генда и Фушида су имали договор са пилотима торпедних бомбардера који су у случају таквог обезбеђења америчких бојних бродова требало је да обруше авион на мреже и тиме ослободе путању за напад осталих авиона из групе.
Други талас је требало да пристигне убрзо после првог, не дозвољавајући браниоцу да организује отпор. Овај талас би био другачији, без торпедних бомбардери. Разлог за тако нешто лежао је у чињеници да је фактор изненађења искоришћен од стране првог таласа напада. Шимазаки је водио 54 бомбардера који ће бомбардовати Перл Харбор из хоризонталног лета. Шимазаки је уједно био и командир другог таласа напада. Тих 54 бомбардера је за циљ имао острва Хикам, Канеохе и Форд, како би довршио уништење америчких авиона. Прави ударац у другом таласу је лежао у групи од 81 обрушавајућих бомбардера. Њихов циљ су били бродови. Они би довршавали бродове оштећене у првом таласу.
Извиђање пре напада је такође било битно. Поседовање свежих података о непријатељу је било веома важно за Јапанце; тако би сходно ситуацији на терену Фушида могао адекватно да употреби снаге. Намера је била да се лансира један хидроавион са крстарица Тоне и Чикума који би извидео ситуацију у Перл Харбору и сидриште на Лахаини. У почетку је планирано да се извиђање изврши сат времена пре полетања првог таласа напада. Међутим, постојала је бојазан да би извиђачки авион могао бити откривен те би то дало браниоцу да организује отпор. Генда и Нагумо су стога време од сат времена скратили на тридесет минута. Радио тишина је била на снази, а Фушида је био једини који је имао овлашћење да употреби везу. Уколико би изненађење било постигнуто, Фушида би дао уговорени знак за напад и потом сигнал „Tora! Tora! Tora!” назад на Нагумов командни брод.
Коначно планирање операције није било завршено све до краја октобра, а фино подешавање плана се наставило чак и након што је ударна група напустила Јапан. Нацрт плана са улогом за сваку јединицу је био готов 2. новембра, када је и одржан брифинг на носачу Акаги, који се тада налазио усидрен у заливу Ариаке. Наредне две недеље су протекле у увежбавању, флота се попунила горивом, муницијом и храном. Нкаон попуне кренуло се са испловљавањем, самостално и у групама од по два брода. Бродови су се прикупили у заливу Хитокапу 22. новембра. На Акагију је 23. новембра одржан последњи брифинг на коме је свака јединица упозната са својим задатком и циљем. Два дана касније флота је испловила, како би променила историју.
Увелико заборављени аспект операције Хаваји била је масовна употреба подморница у подршци нападу – њих тридесет. Јапанци су уложили знатна средства у развој подморничких снага способних да делују на великим удаљеностима. Посаде су биле искусне, а наоружање и опрема поуздано. На располагању су имали неколико различитих типова подморница, међу којима и крстарећа подморница, командна подморница, као и подморнице опремљене хидроавионима за извршавање задатака извиђања. Од подморница се очекивало доста и многи јапански адмирали су сматрали да се штета изазвана подморницама у једном дужем периоду може мерити са штетом изазваном ваздушним нападима. Подморнице су видели као осигурање од пропасти неиспробаних носача авиона.
Шеста флота, јапанске подморничке снаге, је 29. јула информисана од стране Јамамотоа да ће имати улогу у нападу на Перл Харбор. То говори о поверењу које је Јамамото имао у подморнице, али и о несигурности у ефикасност носача авиона – који још увек нису тестирани у борби. Крајем октобра је одлучено да се нападу на Перл Харбор дода нова димензија – пет од шест флотних подморница ће носити џепне подморнице ка острву Оаху и оне ће се пробити у луку.
Подморницама је наређено да се ка Хавајима крећу у површинској вожњи само ноћу, а да дању плове у зароњеном стању. Покрет овако великог састава носи са собом ризик да буде откривен током марша, а тако нешто би могло да угрози целу операцију. Могућност откривања би се повећавала са приближавањем одредишту, као и при самом уласку џепних подморница у луку.
Укључење џепних подморница у операцију одобрио је лично Јамамото, иако су Генда и остали штабни официри Комбиноване флоте саветовали другачије. Џепним подморницама је одобрено да уђу у луку чак и пре пристизања авиона.
Тридесет подморница, колико их је одређено за учешће у операцији, подељено је у пет група. Три подморнице (I-19, I-21 и I-23) су у ствари биле део 1. ударне групе носача авиона и имале су задатак да извиђају подручје испред састава преко северног Пацифика. Токомо напада, ове пловне јединице би биле на располагању да спашавају оборене пилоте и бране носаче авиона од противнапада. Следеће четири подморнице (I-9, I-15, I-17 и I-25) су чиниле 1. подморничку групу и формирале су линију пикета 150 mi (240 km) северно од острва Оаху. Њихов задатак је да нападну бродове који би покушали да се пробију из Перл Харбора, или да крену у противнапад на носаче авиона.
Следећих седам подморница (I-1, I-2, I-3, I-4, I-5, I-6 и I-7) су чинили 2. подморничку групу. Ове јединице су биле ангажоване као линија пикета од о. Оаху до Молокаија, обезбеђујући канал Каили. Девет подморница је чинило 3. подморничку групу (I-8, I-68, I-69, I-70, I-71, I-72, I-73, I-74 и I-75). Они су држали линију јужно од о. Оаху. Две подморнице су извиђале сидриште Лахаина, где су Јапанци очекивали да нађу бродове Пацифичке флоте који се не налазе у Перл Харбору. Уколико би се флота налазила на сидришту, подморнице би чувале три канала који воде на сидриште док не би пристигле преостале подморнице. Подморница I-74 је имала задатак да делује као спасилачка јединица, лежећи у рејону острва Нихау, а који је био одређен као подручје за принудно слетање оштећених авиона. Подморница I-10 је осматрала острво Сува 29. новембра и острво Паго Паго 4. децембра, док је подморница I-26 осматрала четири локације на Алеутским острвима у периоду од 25. до 30. новембра.
Последњих пет подморница је чинило Специјалну ударну групу. У њој су се налазиле подморнице I-16, I-18, I-20, I-22 и I-24, специјално прилагођене за ношење џепних подморница. Првобитни план је предвиђао да пет подморница до 3. децембра дођу на позицију неких 300 mi (480 km) јужно од о. Оаху и да се у наредних неколико дана лагано приближе острву. Након ваздушног напада би биле упућене џепне подморнице, које би нападале бродове који покушавају да изађу из Перл Харбора. Међутим, након протеста посада, одлучено је да се џепним подморницама дозволи ранији улазак у лучку акваторију, где ће напасти бродове током самог ваздушног напада. То је очигледно значило да ће споре подморнице морати да уђу у луку пре извршења ваздушног напада, што је повећавало ризик од откривања.
Резултати џепних подморница биће описани касније. Резултати флотних подморница могу се описати као потпуни неуспех. Упркос стотинама бродова који су 7. децембра упловљавали и испловљавали из Перл Харбора, јапанске подморнице нису напале нити један једини брод. Подморнице су 10. децембра уочиле амерички носач (USS Enterprise) источно од о. Оаху. Неколико подморница је послато ка њему. Носач није нападнут, а једна подморница је потопљена дејством америчких авиона. Наредних дана су потопљена три теретна брода. може се рећи да је то био почетак уопште гледајући неуспешног подморничког рата јапанске царске морнарице.

## Битка
Шест носача авиона, два бојна брода, две тешке крстарице и једна лака, девет разарача и три подморнице испловили су између 10. и 18. новембра 1941. године, један по један или по два, из јапанске базе Куре, смештене с унутрашње стране Јапанског мора. И осам танкера за превоз нафте, је такође напустило луку. Тешки терет је подједнако распоређен на сваки од бродова, а топови и митраљези су закамуфлирани. Забрањена је свака радио веза, како би амерички прислушкивачи могли да констатују потпуни мир над јапанском базом. Јапанска морнарица неуморно је довлачила своју инвазиону флоту ка острву.
Јапанска царска морнарица стигла је на свега 275 mi (443 km) од острва. На палубама је 190 авиона стављено у знак приправности. Пилоти су располагали веома јасним картама Перл Харбора, које су допуњавали тајним информацијама све до последњег часа. Слао их је јапански конзул из Хонолулуа, који се касније са километарске удаљености дивио резултатима своје шпијунаже.
Јапанска флота приближавала се Хавајима у географским ширинама где пловидба није била уобичајена због снажних ветрова и високих таласа. Та рута је одабрана да Американци не би сазнали за приближавање снажног флотног састава чија су ударна снага били шест великих носача авиона: Акаги, Хирју, Кага, Сокака, Сорја и Зуикаку. Хавајима су се примакле и јапанске подморнице које су имале задатак да се пробију у луку и нападну бродове. Акцију је надгледао Исороку Јамамото један од најспособнијих адмирала Јапана.
Недеља, 6 часова ујутро. Две тешке крстарице јапанске ескадре пролазе покрај места одакле ће са носача авиона полетети ловци и бомбардери, те шаљу четири извиђачка авиона типа "зеро" у правцу Перл Харбора. Иза њих се упућује први талас који напада: 40 катеса са торпедима, 40 катеса са бомбама које ће бити бачене са великих висина, 50 других бомбардера и 50 ловаца типа "зеке“. Са палуба су одјекивали узвици оних који су остали. Уз североисточни ветар, 190 борбених авиона пењало се у свитање зоре, пробијали су густе облаке да би на 3.000 m висине угледали сунчев излазак. Спремао се прави пакао за Америчку морнарицу. Амерички радари су уочили велику формацију авиона али су мислили да се ради о пријатељским него о непријатељским авионима тако да сигнал за узбуну није ни дат. Од укупно 231 авиона, који су највећим делом били беспрекорно поређани на оба аеродрома, 143 су били спремни за полетање док их је 88 на оправци. На бродоградилишту налазио се добар број оруђа за противавионску одбрану. Три четвртине их уопште није имало посаду: ниједан није био снабдевен муницијом.
У разуђеној луци Перл Харбор лежали су усидрени бродови Америчке ратне морнарице. У луци није била гужва каква зна понекад бити. Добар део флоте био је на отвореном мору, између осталог и три носача авиона, која ће касније Јапанцима задати тешкоће. Вицеадмирал Холси је са носачем Ентрепрајз био на 350 km западно од Хаваја и налазио се на путу за Перл Харбор пошто је превезао неколико ловаца на острво Вејк. Пратиле су га тешке крстарице и девет разарача. Адмирал Њутон је са носача авиона Лексингтон био на путу за Мидвеј да тамо пренесе бомбардере за морнарицу. Њега су пратиле три крстарице и пет разарача. Носач авиона Саратога лежао је усидрен у доку на западној обали Сједињених Држава. Вицеадмирал Браун је са једном тешком крстарицом, пет разарача и групом миноловаца био код острва Џонстон. Даље, три тешке крстарице, четири разарача и четири подморнице биле су на вежби на разним местима на Тихом океану.
За све време док су узлетале прве јапанске ескадриле, око 180 авиона разних врста, и узимале курс према Перл Харбору, на јапанским бродовима помно су слушали радио-станицу у Хонолулуу. Из звучника се чула само музика за игру. Ни најмањег знака да су Американци уопште слутили шта их чека. У 07.15 часова је полетео и други талас: 170 авиона. А кад и ови буду извршили своју дужност, надао се адмирал Нагумо, од америчких бродова у Перл Харбору неће много остати. Он је знао (јер јапанска обавештајна служба је одлично обављала свој посао до последњег тренутка), да у луци нема ни једног носача авиона, због чега му је било нарочито жао, али он сада није могао да чека да се они сада врате. Опасност да јапанска флота буде откривена била је превелика.
У децембру 1941. Америка још увек није имала посебно оформљено ваздухопловство као вид оружаних снага. Борбени авиони спадали су или под команду копнене војске или ратне морнарице. На острву Оаху три су аеродрома припадала копненој војсци. На два су постављени бомбардери, а на трећем су се налазили ловци. Морнарица је исто тако имала на Оаху своја три аеродрома: један на Форд Ајланду, у центру луке, један код Ива, а трећи код Канеохе. Аеродром на Форд Ајланду служио је, углавном, за авионе са носача авиона када се ови налазе у луци и због тога је моментално био празан. Тог 7. децембра је укупно 100 америчких авиона било спремно за борбу. Највећи их је број био постављен у групама, и то крило до крила. Овакав распоред је наредио генерал Шорт, који је опет добио наређење из Вашингтона да буде крајње опрезан због могућих саботажа. На Хавајима је, наиме, живело на хиљаде Јапанаца. Најлакши начин да се авиони добро чувају био је груписати их. Шорт није могао Јапанцима да учини бољу услугу. У седам и двадесет телефон је звонио у кући адмирала Кимела. На вези је био један официр из његовог штаба, капетан корвете Марфи, са сензационалном новошћу: разарач „Ворд“, је у четврт до седам у свом уобичајеном патролирању наишао на неидентификовану подморницу на коју је отворио ватру и највероватније је потопио“.„Долазим одмах“, одговорио је Кимел. Десет до осам, Марфи се опет јавља: „Ворд“ је зауставио један сумњиви рибарски јапански брод и настоји да тај брод доведе у Хонолулу. Још пре но што је Марфи завршио, у његову собу у штабу упао је један морнар који се налазио на стражи. „Сигнални торањ јавља ваздушни напад Јапанаца на Перл Харбор. И то сигурно није вежба!“ Марфи је вест истог момента пренео Кимелу и још пре но што је адмирал обесио слушалицу зачуо је експлозије у луци као и урлање авиона. Изјурио је напоље. Генерал Шорт је слушао ову тутњаву из свог стана и чудио се откуд толика бука. Помислио је да је морнарица отпочела своје пробне вежбе. И то недељом! Питао се да ли ће договорена партија голфа са Кимелом да се одржи. Три минута после осам у његову кућу упао је начелник персоналне службе, пуковник Филипс и јавио: „Јапанци су напали Хикен и Вилер! Овог пута ствар изгледа веома озбиљно“.
Дана 7. децембра 1941. посматрао је вицеадмирал Нагумо Ћуичи са палубе носача авиона "Акаги" како се Сунце помаља над морем. Дувао је јак источни ветар, а уз то су и таласи били превисоки да би авиони сасвим сигурно могли да узлете. Али Нагумо није више имао избора. Његова флота која се састојала од 6 носача авиона, 2 бојна брода, 2 тешке и једне лаке крстарице, 9 разарача, те три подморнице налазила се на свега 500 km удаљености од острва Оаху, америчке поморске базе Перл Харбор. Једанаест дана је ову огромну флоту пратило 8 танкера од базе на Курилским острвима па све до ове тачке на Пацифику. И свих једанаест дана је ова пловећа ескадра остала непримећена. Сада дакле није било повратка. На палубама носача авиона, групе пилота у пилотским униформама, а понеки и са хашамакијем, традиционалним повезима око главе следбеника шинто-религије, клањали су се испред портрета свога цара, молили се прадедовима и пили по шољу млаког вина од пиринча. Механичари су у међувремену прегледавали по последњи пут бомбардере и ловце. Мотори су се палили, а пропелери грабили ваздух. На мостовима носача авиона официри са двогледима у руци посматрали су сигналну катарку брода Акаги. Нешто пре шест часова сигналне заставе су се дигле на пола копља, што је значило: "Спреми се за старт“. Полако су ови покретни колоси окретали своја кормила у ветар. Тада је избило 6 часова. Сигналне заставице на броду "Акаги" брзо су се дизале а потом опет спуштале. Један по један, загрмео су ловци на палубама а њихову буку надјачавао је поклич "банзаи" који се орио са свих бродова. Јапан је ступио у рат са Америком.
Један од првих торпеда погодио је крстарицу „Рели“, два друга зарила су се у стари бојни брод „Јута“, који је служио још само као мета авионима. Три минута пре осам погођена је крстарица „Хелена“, и то у центар. Експлозија је оштетила и минополагач „Огалала“ који се налазио до ње. Било је осам часова. Морнаричка капела на „Невади“ почела је да свира химну. Застава се дизала лагано и поносно. Један јапански авион се спустио до изнад саме воде, бацио торпедо на „Аризону“, а из митраљеза обасуо паљбу на крму брода „Невада“. Меци су разнели заставу у комадиће док ни један једини морнар није био озлеђен.
На палубама америчких бродова отварали су сандуке са муницијом на силу чекићима и полугама. И док су, после торпеда, бомбе почеле да пљуште по бојним бродовима и крстарицама, америчка флота је почела да узвраћа ватром. Са бродова који су горели и полако тонули, штектали су митраљези и разлегала се грмљавина противавионских оруђа. Први Јапанци се сурвавају у залив Форд Ајланда, те између брежуљака на обали. Али пристизало је све више и више нових. А посебно је било застрашујуће што нико и није знао одакле долазе. Са Форд Ајланда видело се како „Оклахома“ експлодира. Осам минута после експлозије првог торпеда „Оклахома“ је лежала преврнута на води. Нешто касније експлодирало је и складиште муниције на предњем делу брода „Аризона“. Огромна ватрена лопта се дигла 150 m у ваздух. Снага експлозије је однела посаду која се налазила на палуби бродова „Невада“, „Вестал“ и „Вест Вирџинија“. Стотине њих са палубе „Аризона“ се претворише у пепео. Више од хиљаду људи умрло је у свега неколико секунди. Сада је горела и вода у заливима луке: из погођених бродова излила се нафта која је одмах почела да гори. У осам и десет, када се адмирал Кимел појавио у свом штабу, морао је беспомоћно да констатује како је у непуних 15 до 20 минута нестала флота која је била његов понос: „0клахома“, „Аризона“ и „Вирџинија“ су потопљене, док „Калифорнија“ још тоне. „Мериленд“ и „Тенеси“ су тешко оштећени и не могу се померити јер су окружени олупинама. „Невада“ која је погођена једним торпедом и двема бомбама, гори и једва се одржава на води. „Рели“ је остављао јадан утисак сав обавијен димом. Ниједан од бродова није био у стању да реагује на наредбу која је била дата одмах после напада: „Сви бродови нека исплове!“ Кимел у овом моменту није чак ни знао да ли је неком од бродова и успело да побегне из луке, а и то не би значило спас. Јапанци су мислили на све, те су тако испред обале Оаху поставили 28 великих подморница за велике удаљености које су вребале. Пет од ових подморница је у ноћи између 6. и 7. децембра лансирало минијатурне подморнице-торпеда којима су управљала само по 2 човека, који нису успели да Американцима нанесу знатнију штету.
И док је напад на Перл Харбор достизао највишу тачку, а лука се претворила у горуће море, у коме се давило и сагоревало на стотине људи, наишли су са две стране на острво Оаху амерички авиони који о свему томе ништа и нису слутили. Једна се група састојала од бомбардера Б-17 који су се налазили на путу са копна за Хикем. Када су пилоти ових авиона угледали облаке дима над Перл Харбором, једни су мислили да су то вежбе са вештачким димом, а други, како се управо данас спаљују огромне количине шећерне трске на брежуљцима. Тек када су контролни торањ на Хикему замолили за инструкције за слетање, одговорио им је један миран глас како је аеродром нападнут од неидентификованих непријатељских авиона. Одмах након тога угледали су јапанске ловце који су се жестоко на њих окомили. Први бомбардер Б-17 се сигурно спустио на писту док је другог пре слетања погодио непријатељ, а трећи се спустио са три Јапанца уз сам реп авиона. Неки су се одлучили да побегну на друге аеродроме, али убрзо су увидели да тамо ситуација није боља. Осим јапанских ловаца њих је сада гађала и сопствена противавионска артиљерија, јер су копнена војска и морнарица са Оахуа пуцале у све шта је летело. У исту ситуацију је наишла и група од 18 авиона који су долазили са „Ентерпрајза“ и намеравали да се спусте на Форд Ајланд.
Они су прошли још горе од бомбардера Б-17. Четири авиона су Јапанци одмах срушили изнад самог Оахуа, док је пети погодила сопствена противавионска одбрана. Ускоро су амерички пилоти схватили да је најсигурнији начин спустити се на Оаху: понашати се као непријатељ. Дакле они су погасили светла, летели што је могуће било ниже и готово шуњајући спустили се. Сада се појавио и други талас јапанских авиона изнад Перл Харбора. А када су ови јапански авиони побацали и последње своје бомбе, остао је дим, пламен, горуће уље на води, ропци умирућих, избезумљено лупање и позив у помоћ стотине оних који су се нашли у олупинама потопљених бродова. Капетан бојног брода Фушида могао је да буде задовољан. Он је направио још један круг да би снимио коју фотографију а онда је дао курс ка „Акаги“. Адмирал Нагумо примио га је са широким осмехом. Успех напада био је далеко већи но што се ико могао и надати, а губици на јапанској страни били су невероватно мали: само 29 авиона се није вратило, а свега је 55 људи нестало.
Напад на Перл Харбор је био бриљантно изведен. Посаде авиона биле су искусне и увежбане за предстојећу акцију. Јапански авиони били су модерни, велике снаге и покретљивости а уз то били су надмоћнији од америчких. Пилоти су носили слике бродова које је требало да бомбардују. Сам напад је био немилосрдан и разарајући. У два одвојена напада јапанске ваздушне снаге су нанеле штету Америчкој морнарици убивши 2.400-3.000 морнара. Велика предност су пружили торпедни бомбардери који су имали специјална торпеда за нападе у плитким водама. Ефекат изненађења био је потпун док сам напад то није био. При нападима јапански бомбардери користили су торпеда, стрељачко наоружање и бомбе. Оба напада су трајала по сат времена. Други талас је допринео уништењу противника и у том нападу је учествовао око 171 борбени авион. Иако су били затечени бројем авиона и самим нападом, Америчка ратна морнарица уопште није повукла своје бродове. Свега 11 америчких ловаца успело је некако под жестоким нападима и бомбардовањем да узлети и супротстави се јапанским авионима. Том приликом оборено је 8 јапанских авиона али даља борба није имала изгледа.
Кобни 7. децембар 1941. године показао је потпуну спремност Јапанске царске морнарице. Напад је дуго припреман а пилоти су свакодневно вршили вежбе намењене предстојећем нападу. Успех напада допринели су и јапански шпијуни који су сликали мете намењене јапанској ваздушној армади. И тако је цео свет ушао у пламен Другог светског рата. Јапан ће тек бити заустављен у бици код Мидвеја 1942. године.

## Последице

### Америка улази у рат
Успех Немачке над Холандијом, Белгијом и Француском, а након краћег времена потпуна изолација Британије, шокирали су Америку. Било је то као да је самозадовољство безбрижне неутралности постало немогућ осећај.
Под притиском околности, Конгрес је у мају и јуну 1940. одвојио велике суме новца за наоружање. То је, додуше, било и потребно јер Сједињене Државе нису биле спремне на рат. Њихова војска бројала је свега 20.000 људи; флота је била нешто значајнија, али је због трвења са Јапанцима била везана за Пацифик, док је ваздухопловство још било у повоју. Рузвелт је тражио милијарде и захтевао да се годишње произведе 50.000 авиона. Само у 1940. се износ војног буџета упетостручио.
Председник Рузвелт је добио подршку свих кругова и обеју партија. Да би ојачао своју владу увео је у кабинет два способна републиканца: Франка Нокса, државног секретара за морнарицу, и Хенрија Стимсона, државног секретара војске. Нарочито је Стимсон био веома способан и са великим искуством. Он је 1911. био државни секретар војске под председником Тафтом, а у периоду од 1929—1933. државни секретар за спољне послове под Хувером и представљао је прави добитак у тешким годинама које су наилазиле.
Западноевропске земље су се у својим невољама обраћале Америци: Француска у очајању, а Британија у својој усамљености. Већ 15. маја Черчил је молио за помоћ преко америчког амбасадора у Лондону Џозефа Кенедија. Било му је потребно, поручио је, тридесет до четрдесет разарача, и то одмах. Он се заклео уколико се он буде питао, да се Британија неће никад предати па макар била сва спаљена. „Не би требало да се исувише мешамо“, саветовао је Кенеди, било би боље, ако икад буде затребало, да се боримо „на властитом терену“. Ни Рузвелт ни Хал се са овим нису сложили. После тога, Кенеди је замењен ратоборним Џоном Г. Вајнантом, а америчка влада је одмах почела да врши испитивања шта би могло да се учини. У међувремену, од француског премијера Рејноа стизале су поруке у све бржем темпу: „пошаљите нам авионе, дајте нам разараче. Од тога зависи судбина света!“
Алн амерички председник је био немоћан. Он је могао да пише топла писма, да у својим говорима изражава симпатије, али је био убеђен да већина његовог народа, а нарочито већина Конгреса, неће објавити рат. Да ли је то била истина, што му је Черчил писао а у што је Идн касније и даље веровао, да је америчка подршка француској могла у овој бури да је спаси од пропасти, остало је питање без одговора. Америка не само што није могла да да подршку у тако кратком року, него није могла ни да је обећа. Тако је бура прогутала дављеника, на крају нападнутог и од Италије.
Ма колико био на Черчиловој страни, Рузвелт се бојао критике изолациониста. Оно што је типично за Рузвелта јесте чињеница да је и овог пута хтео да постигне свој циљ политичким путем. Предложио је да Британија у замену за разараче даде право Сједињеним Државама да изграде неколико својих војних база на Њуфаунленду, на неколико западноиндијских острва и у Британској Гијани. Тиме је могло да се покаже како се води рачуна и о америчким интересима. Другог септембра је пала одлука и Британија је добила жељену подршку.
У Доњем дому Черчил је изјавио: „Само неразуман човек би сада могао рећи да прелазак разарача под британску заставу представља ма и најмању повреду интернационалног права или да то значи и најмању повреду неутралности Сједињених Држава“. Али у својим мемоарима он између осталог пише: „Прелазак педесет америчких бродова Великој Британији сигурно није био неутралан гест Сједињених Држава“.

У јесен 1940. морали су се поново одржати председнички избори. Расположење је било такво да су републиканци веровали како не би било најбоље изабрати неког правог изолационисту као што је био Тафт или Ванденберг, него свежу личност која је, као и Рузвелт, био присталица подршке Британији. Био је то Вендел Вилки, симпатично лице, пун ентузијазма. У предизборној кампањи, у коју се касно укључио, једном приликом Рузвелт је казао: „И док говорим вама, мајке и очеви, уверавам вас, и раније сам вам то говорио а ево говорим и сада опет, опет и опет: Ваши дечаци неће бити послати у неки страни рат“. Ниједна каснија изјава није му била предбацивана као ове речи, за које су његови противници тврдили да је њима обмањивао свој народ, обећавајући мир док га је водио у рат. Али, у Рузвелтовим речима ни у читавом његовом држању није било обмане, мада је постојала дилема: да ли ће временом бити могуће у очима других остати неутралан, а у исто време гарантовати спас Британије? Сам председник није никада дошао пред ту дилему. Он се надао да ће је привремено избећи тиме што ће дати снажну подршку Британији у оружју, и што ће, како је изјавио 29. децембра 1940, од Америке направити арсенал демократије.
Повод тој чувеној изјави било је опет једно Черчилово писмо од 8. децембра 1940. у ком се детаљно и конкретно објашњава у каквој се тешкој ситуацији Британија још увек налази. Черчилово писмо га је узнемирило и натерало да размишља. То га је довело на једну од његових најинтелигентнијих замисли, ускоро познатој под називом Закон о зајму и најму. Веома једноставним речима он објашњава шта је под тим мислио: „Ето, оно што покушавам да учиним је да елиминишем знак долара… отарасити се шашавог, старог, глупог знака долара“. Ако Британија није у стању да плати, па шта, нека не плати. Предлог закона, који је добио број године 1776 (година објављивања америчке независности), дао је председнику право да све ратне материјале „прода, пренесе, замени, посуди, даде под закуп или на било који друга начин даде влади оне земље чија је одбрана, према председниковом мишљењу, од виталног значаја за одбрану Сједињених Држава“. Упркос жестоком отпору изолациониста, Конгрес је усвојио овај закон, и то осетном већином гласова, 11. марта 1941, а потписао га је сам председник Рузвелт.
Британија је добила бродове, Британија је добила оружје, а Америка је још увек официјелно важила као неутрална. Још увек су важиле одредбе закона о неутралности из 1939. Британци су морали сами да дођу по све, али сада нису морали више да то плаћају. А управо тај превоз је била велика тешкоћа која је остала нерешена јер су немачке подморнице биле веома активне. Каквог је смисла имало, питали су се пријатељи Британаца у Сједињеним Државама, толико давати кад највећи део тога не пређе Атлантик? Многи су сада вршили притисак на председника да одобри и конвоје који би те пошиљке пратили преко Атлантика.
Рузвелт је остао веома опрезан, иако је хтео ићи до краја. У априлу су Американци запосели Гренланд да би предухитрили долазак Немаца; истог месеца је одлучено да Америчка морнарица патролира читавим западним делом Атлантика све до 25. меридијана; у јулу су запосели Исланд. Али на потпуну заштиту конвоја за Британију председник још у августу није пристао, иако је Стимсон покушавао да га наговори.
Стигао је и септембар пре но што се председник одлучио да предузме одлучујући корак. Четвртог тога месеца био је нападнут амерички разарач „Григ“. Рузвелт је искористио тај повод да обезбеди америчку пратњу конвоја. У једном оштром говору 11. септембра најавио је да ће се убудуће пуцати, и то директно, у немачке и италијанске бродове „који буду оперисали у водама чију заштиту смо ми преузели“. У октобру је председник отишао још један корак даље. Предложио је уклањање и последњег трага Закона о неутралности из 1939, и то тако што је дозволио да трговачки бродови буду наоружани (тачно оно шта је Вилсон предлагао у марту 1917), те да плове равно у британске луке. Конгрес је прихватио његов предлог и то осетном већином. У кругу око Рузвелта се веровало да је могућ још један корак а то је: објавити рат Немцима. Стимсон, Моргентау и други су почели да наваљују и да инсистирају на томе. Рузвелт је ипак и даље маневрисао између крајности; одбијао је да објави рат, а већ га је малтене водио, како је и сам рекао (говор од 27. октобра поводом торпедовања брода „Кирни“): „Желели смо да спречимо ватру. Али ватра је почела. Историја је утврдила ко је испалио први хитац. Али временом, победиће онај ко испали последњи хитац“.

### Доношење Атлантске повеље
Почетком августа 1941. путовао је Винстон Черчил са читавом групом својих сарадника на новом ратном броду „Принс оф Велс“ (који ће само неколико месеци касније потопити Јапанци) за Њуфаундленд да би тамо водио тајне разговоре са Рузвелтом. И Рузвелт је у највећој тајности отишао из Вашингтона, па су се 9. августа бродови ова два лидера нашли пред обалом Њуфаундленда. Била је субота. Следећег дана вођени су разговори.
Поред решавања питања, требало је дати и заједничку изјаву о циљевима рата која би требало да као застава изнад бојног поља позива у будућност, и којом би се пре свега демонстрирало јединство. Али саставити текст такве начелне изјаве није било једноставно, иако је требало да се она односи тек на далеку будућност. И британска и америчка страна је марљиво радила на овим нацртима. Черчил је започео, а помагао му је његов саветник, сер Александер Кадоган. Самер Велс, заменик америчког министра спољних послова, формулисао је америчке идеје, које је потом Рузвелт кориговао. Све је то захтевало доста напора и разговора да би се на крају постигла сагласност. Почетак је био веома једноставан: обе земље су могле искрено да изјаве да не иду за проширењем својих територија те да свака нација има право на самоодлучивање. Овај принцип је био веома лако прихваћен. Али било је тешкоћа када је на дневни ред дошла тачка - идеал међународне слободне трговине. Американци су је, због своје економске супериорности, ватрено подржавали, док су је Британци, који су од Конференције у Отави из 1932. своје краљевство заштићивали баријером разних робних тарифа, са много уздржаности примили к знању. То је довело до веома оштрих дискусија и следеће формулације: обе земље изјављују да се слажу са тим да се свет отвори за трговину, уколико се то слаже са њиховим постојећим обавезама. Потешкоће је стварала и политичка организација будућег света. У свом нацрту Черчил говори о једној „ефикасној међународној организацији“, а Рузвелт, тај разочарани следбеник Вудроа Вилсона, веровао је да би после рата требало да ред одржавају четири велике силе: Америка, Велика Британија, Совјетски Савез и Кина.
Изјава с којом су се на крају сви сложили, 12. августа, била је заправо компромис. У осам тачака Британија и Америка заједно изјављују да не теже: проширењу својих територија нити су за територијалне промене, поштују право сваког народа да изабере облик владавине под којим жели живети, оне су за економску сарадњу међу свим народима, да сви народи напусте употребу силе после уништења нацизма. Том повељом створен је почетак, дат је курс, ма колико је лука још била далеко.
Укратко, осам тачака документа су:
1. не постоје никакве територијалне претензије Сједињених Држава или Уједињеног Краљевства;
2. територијална поравнања морају бити у складу са жељама народа;
3. право на самоопредељење народа;
4. укидање трговинских баријера;
5. глобална економска сарадња и напредак друштвеног благостања;
6. слобода од оскудица и страха;
7. слобода на мору;
8. разоружање земаља агресора, послератно опште разоружање.[тражи се извор]

### Последице напада
Последице напада биле су веома катастрофалне. Јапан је извршио напад у недељу када 95 процената Америчке морнарице није било припремљено за ратна дејства. Америчка морнарица била је тешко оштећена, али не и уништена. Тешко је оштећено или уништено 18 великих бојних бродова, преко 200 авиона на земљи током бомбардерских напада, а погинуло је 2.400 морнара. Заувек су изгубљени бојни брод Оклахома, Аризона и стари бојни брод Јута који је служио као мета за школско гађање као и разарачи Кесин и Доунес. Други бродови ће можда бити поправљени, али ће месецима бити ван употребе. Америчка одбрана била је затечена тако да су Јапанци свега 29 борбених авиона изгубили током напада.
Аеродром Хикам је такође био мета напада и он је био уништен. Нападнут је и аеродром Вилар Филд. Авиони су горели као и хангари, муниција и гориво. Јапански авиони су митраљирали и бомбардовали све пред собом не штедећи никога. Авиони су били густо паркирани тако да се експлозија преносила на остале авионе. Експлозија је било на све стране. Брод Аризона са собом је повукао 1.100 људи. Брод је био нападнут неколико пута док се тако оштећен није преврнуо и потонуо.
Море је било препуно нафте која је горела, а са велике удаљености могао се видети густ црни дим. Срећом по Америку Јапан није напао и носаче авиона који у тренутку напада нису били у луци. Ентерпрајз је за длаку избегао уништење, али је послао своје авионе у окршај са јапанским авионима када су схватили шта се збива. Отпора није било, али је било спорадичних пуцњева и напада из противавионских митраљеза и неких топова, али све је то било узалуд. Јапанско изненађење било је потпуно и бриљантно.
Јапански напад је изненадио Америку тешко је осакативши. Када је обавештење стигло код председника Рузвелта да ће јапанске снаге напасти, напад у Перл Харбору је достизао свој максимум. Учествовало је 360 борбених авиона који су по налогу адмирала Јамамотоа Исорокуа желели да збришу флоту САД. Цвет јапанског ратног ваздухопловства. Скоро да су то и учинили. Напад је бриљантно био изведен без већих губитака по јапанско ваздухопловство. Изгубили су свега 29 борбених авиона и то није додатно пољуљало морал Јапанаца. Авиони су успевали да добро уоче и нападну своје мете са великим успехом јер су пре напада извршавали војне вежбе због предстојећег напада. Најбоље оружје били су торпедни бомбардери који су напали усидрене бродове уништавајући их или тешко оштећујући један по један усидрени брод. То је био најбриљантнији напад авионима на једну поморску флоту у историји ратовања учињен из ваздуха.
Без обзира што је овај напад био бриљантно изведен, он није био потпун. Адмирал Јамамото није био задовољан последицама напада без обзира што је у његовом штабу било организовано славље поводом „успешног“ напада. Постоје претпоставке да су Врховног заповедника напада молили да одобри трећи талас авиона и да поново нападну Перл Харбор, али је Ћуичи Нагумо то одбио сматрајући да је циљ извршен и да јапанско ваздухопловство нема више ефекат изненађења. Иако су употребљена 360 борбена авиона нису уништени и други важни циљеви поред аеродрома, авиона и ратних бродова који су били смештени у лукама. Јапанске снаге су пропустиле прилику да бомбардују бродоградилиште, да униште усидрене подморнице, збришу складишта горива и нападну носаче авиона. Захваљујући тим пропустима САД је имала шансе да се опорави и крене у рат. Да су ти циљеви уништени, Америчка ратна морнарица би била онеспособљена за ратна дејства у наредних десет година. Тиме би јапански ратни бродови загосподарили Тихим океаном и нико их не би могао зауставити. Међутим не уништивши те циљеве Јапан је САД натерао да буде одлучнији да ступи у рат и тиме допринео сопственом поразу.
Јапански план ипак у није у потпуности успео јер су сва три америчка носача авиона била изван базе. После овог напада Американци нису смели да излажу своје носаче већим ризицима док се не оправе бродови у Перл Харбору јер им је то била цела флота у том тренутку на располагању за борбу у Пацифику. Услед тога остали делови Пацифика нису имали шансе у пружању отпора Јапанцима у неколико следећих месеци. Такође не уништење резервоара са горивом омогућило је Американцима да у свега неколико недеља готово потпуно реновирају базу на острву, чиме Перл Харбор поново постаје главна база Пацифичке Флоте.

### Неуспели америчко-јапански преговори
Кад је Јапан 27. септембра 1940, ушао у савез са Немачком и Италијом, Америци су одједном постале јасне везе између догађаја у Европи и Азији. Јапан, сада савезник Немачке, бива оштрије нападан, између осталог и економским санкцијама. Стога је влада у Вашингтону са нестрпљењем очекивала новог јапанског амбасадора, адмирала Номуру. Али за време првог разговора, 12. фебруара 1941, испоставило се да Номура вије био добио задатак да отпочне преговоре са Америком. Тек 9. априла су јапански дипломати, и то на властиту иницијативу, поднели један предлог. Америка је морала помоћи Јапану да добија сировине из Холандске Индије (данас Индонезија). У том случају би Јапан био спреман да потпише мировни уговор са Кином. Али дипломата су прећутали како би такав уговор требало да изгледа.
Исто тако је остало нејасно какав би остао однос Јапана са Немачком. Кордел Хал је сматрао да то није никаква база за плодне преговоре. По његовом мишљењу, требало би да свака влада испуни четири услова што се тиче Далеког истока: 1) Јапан се мора повући из Кине и обећати да неће више нападати ниједну земљу у Азији, 2) Влада у Токију се не сме мешати у интерне ствари других земаља, 3) У Кини би свака земља, а не само Јапан, могла неометано да тргује. Ниједна земља не сме силом да промени staus quo на Далеком истоку, 4)Јапан мора недвосмислено да се повуче из тројног савеза. Јапански министар спољних послова Мацуока, после извесног двоумљења, формулисао је противпредлог. Он је прећутао став Јапана према Немачкој. Тражио је да Американци принуде Кинезе да прихвате јапанске услове мира. На крају је одбио захтев да Јапан не дира подручје на југоистоку Азије. Он је управо био склопио са Совјетским Савезом уговор о неутралности, тако да Кина није могла да очекује било какву подршку од Совјетског Савеза. Ако би јапанске трупе херметички затвориле и јужну границу за спољну помоћ, Кина би била веома брзо приморана на капитулацију. Али за то би, прво, требало заузети Индокину, која је била француски посед. Американци су на то ставили Јапану до знања да се са Мацуоком не може сарађивати, па га је јапанска влада заменила Тојодом, који је био више за дијалог с Америком.
Али Јапан је кренуо својим путем: 25. јула јапанска војска је запосела Индокину, да би Кину потпуно изоловала од спољног света. А Индокина у јапанским рукама могла је да буде и база за операције против Холандске Индије, Сингапура и Малаје. Америка је хтела да спречити да Јапан загосподари југоисточном Азијом, тако богатом сировинама, између осталог нафтом, гумом и коситром. У том случају, Јапан не би зависио од Америке што се тиче нафте, а то је било једино оружје којим су Американци могли да Јапан држе покорним. Осим тога, и Америци је била потребна гума из Индонезије. У тој ситуацији Америка је прекинула трговинске односе са Јапаном; томе су се прикључиле Холандија и Британија, што је угрозило Јапан. Уколико ове силе не би одустале од свог ембарга, морао би се силом прокрчити пут до нафтоносних поља у југоисточној Азији. А то би сигурно имало за последицу рат са Америком.
Принц Коноје, председник владе Јапана, надао се да ће у личном разговору са председником Рузвелтом моћи да дође до неког прихватљивог решења. Тај компромис би наиме морао бити прихватљив како за јапанску војску тако и за Сједињене Америчке Државе.
Председник Рузвелт је био за конференцију на највишем нивоу, али су саветници Министарства за спољне послове прво хтели да имају опипљиве доказе да би Јапан био вољан да прихвати америчке захтеве. У јапанској иницијативи видели су, наиме, знакове слабости; изгледало је да Јапан зазире од рата са Сједињеним Државама. Они су сматрали да је сазрело време да се питање Кине и проблеми у Азији дефинитивно регулишу. Саветници су се надали да ће Јапан, због тешке економске ситуације, бити принуђен да испуни америчке захтеве. Али јапанска војска је одбила да се повуче из Кине. Питање Кине било је исувише везано за војни престиж. Ако би се тек тако повукли, политичка моћ војске претрпела би велики ударац. Ниједна од обе стране није била спремна на компромис о најважнијим тачкама. Почетком октобра ово је било више него јасно обема странама. Принц Коноје није имао довољно времена. Шестог септембра водећи јапански кругови одлучују да се дипломатски преговори морају окончати пре 15. октобра; уколико се то не постигне, питање ће се решити на бојном пољу. Принц Коиоје је 12. октобра преклињао војску да прихвати захтев Американаца да се повуку из Кине. Али генерал Тојо, министар војске, је то одбио. После тога је принц Коноје дао оставку.
Нова влада под водством генерала Тоје добија од цара наређење да учини последње дипломатске кораке како би се спречио рат с Америком. Нова влада је после тога формулисала опет нове предлоге. Захтевала је да трупе остану у северној Кини, унутар Монголије и на острву Хијанану током најмање наредних 25 година. Из преосталог дела Кине трупе би се повукле током две године после потписивања мировног уговора. Садржај мировног уговора са Кином био је прећутан, али су Американци схватили да Јапан није ни помишљао да потпуно пусти Кину на миру. Исто тако, Јапан је одбио да се повуче из Тројног пакта. Дипломати су покушавали да објасне како савез са Немачком не обавезује Јапан ни на шта, тако да Америка нема разлога за забринутост. Американци нису прихватили предлог Јапанаца. Вашингтон је захтевао потпуно слободну и независну Кину и повлачење из Тројног пакта.
Јапански дипломати су опет дошли у временски теснац. Влада је 1. новембра закључила да до 30. новембра мора да се постигне сагласност. Јапанци су предложили нови компромис. Јапан би се повукао из јужног дела Индокине ако би Британија, Америка и Холандија обуставиле ембарго. После мировног уговора са Кином повукли би се и из северног дела Индокине, тако да Јапан не би више могао да угрожава земље на југу. Али Американци су остали при повлачењу Јапанаца из Кине. Сједињене Државе су инсистирале на потпуном напуштању Кине. Ни неколико других варијанти предлога за укидање ембарга нису дале никакве резултате. Најзад, 6. децембра предузео је председник Рузвелт последњи корак да сачува мир. Обратио се јапанском цару, али је писмо стигло до цара пошто су већ отпочела непријатељства. Догодио се 7. децембар. Крај изолационизма. Ново време за Америку. Почетак Светског рата који је захватио цео свет.

### Пацифичко поприште (1941—1945)
Амерички рат на Пацифику почео је на Филипинима, након што је Јапан у јануару 1942. године заузео Манилу. Око 36.000 америчких војника стационираних на полуострву Батан предало се у априлу, а до краја месеца и остатак америчких трупа стационираних на Филипинима се такође предао.
У пролеће 1942. године јапанска амбиција да створи нови поредак у Источној Азији и Пацифику изгледало је да је близу остварењу. Јапан је контролисао велике области на копну Азије, целокупну Источну Индију сем Јужне Нове Гвинеје и огроман број архипелага на Пацифику. Његове снаге могле су да нападају америчке базе на истоку на Хавајским острвима, према југу на Аустралију, или према западу на Британце у Индији. Један део његових армија још увек је био ангажован у борбама са Кинезима, чији је вођ Чанг Кај Шек имао главни штаб у Чункингу. Међутим, пошто је освојио Бурму и затворио бурмански пут, Јапан је спречио дотурање америчке помоћи, изузев ваздушним путем преко Хималаја на северној граници Индије. Без довољно ратне опреме и ангажовани у биткама које су губили још од 1937. године, Кинези нису могли да пруже јачи отпор у већим размерама. Совјетски Савез, заокупљен одбраном својих територија од немачких завојевача, званично је остао неутралан у рату на Тихом океану. Према томе, положај Јапана чинио се веома јаким, и биће све јачи пошто је користио огромна природна богатства Источне Индије.
Маја 1942. године, јапански поморски напад на југозапад био је заустављен у бици у Коралном мору, источно од Аустралије. Јуна, када је јапанска морнарица кренула на исток, на Хаваје, била је потучена код Мидвеја. Следећих 16 месеци америчке снаге биле су ангажоване у мањим офанзивним операцијама на периферији јапанског царства, у Новој Гвинеји, Соломонским и Алеутским острвима.
Након што је америчка обавештајна службе дешифровала депеше јапанских морнаричких снага, однос снага је почео да се мења и америчке снаге су однеле поморско-ваздушну победу у бици за Мидвеј.
У јануару 1943. године америчке, аустралијске и новозеландске снаге су се искрцале на југоистоку Нове Гвинеје, да би додатно повећале безбедност Аустралије од напада Јапана. Освета за Перл Харбор уследила је у августу месецу на Соломонским острвима, када су амерички авиони оборили авион у коме се налазио адмирал Јамамото Исороку, главног творца напада на Перл Харбор.
У јесен 1943. године Сједињене Америчке Државе биле су довољно јаке за амбициозније походе, и њихове снаге почеле су да надиру према јапанском копну. У низу препада Америчка морнарица заузела је базе на Гилбертовим, Маршалским и Маријанским острвима. Америчка војска кренула је из Нове Гвинеје ка Филипинима.
Током целе 1944. године америчка војска је напредовала на Пацифику. Јапанци су у јуну поражени у Филипинском мору, а битка на острву Саипан на Маријанским острвима у западном Пацифику означила је нову војну надмоћ за алијансу коју су предводиле САД. Јапан је изгубио око 400 авиона и његове ваздушне снаге се нису опоравиле од тог губитка.
У октобру 1944. године почела је инвазија савезника на Филипине, и након герилских борби, снаге предвођене генералом Дагласом Макартуром заузеле су у фебруару 1945. главни град Манилу.
Почетком 1945. године заузети су Иво Џима и Окинава између Јапана и Формозе. На тај начин јапански гарнизони били су одсечени и онемогућени да бране јапанско копно. Планови за инвазију Јапана били су обустављени његовом предајом августа 1945. године.